# Comté de Floyd (Texas)
Pour les articles homonymes, voir Comté de Floyd.
Le comté de Floyd, en anglais : Floyd County, est un comté situé dans le nord de l'État du Texas aux États-Unis. Il est nommé en l'honneur de Dolphin Ward Floyd, un soldat mort au cours du siège de Fort Alamo. Fondé le 19 novembre 1876, son siège de comté est la ville de Floydada. Selon le recensement des États-Unis de 2020, sa population est de 5 402 habitants. Le comté a une superficie de 2 571 km2, dont 2 570 km2 en surfaces terrestres.

## Démographie
Lors du recensement de 2010, le comté comptait une population de 6 446 habitants. En 2017, la population est estimée à 5 855 habitants.

Pyramide des âges du comté de Floyd (2000).